# Emili Gandia i Ortega
Emili Gandia i Ortega (Xàtiva, 23 de gener del 1866 — Barcelona, 13 de desembre del 1939) tingué un paper destacat en els inicis de l'arqueologia i museografia catalana que s'establí al segle xx. Pel que fa a l'àmbit de l'arqueologia, la seva principal aportació científica, es troba en els diaris que realitzà durant les excavacions d'Empúries: la informació que s'hi recull no tan sols fou la base de les publicacions de tema emporità que van signar Josep Puig i Cadafalch, Pere Bosch-Gimpera i Martín Almagro, sinó que ha continuat essent fonamental en tots els treballs posteriors sobre el jaciment. A més a més, fou actiu en altres facetes associatives i hiperactiu en les tasques de protecció, adquisició, restauració, presentació i difusió del patrimoni cultural, ja que col·laborà en l'arrencament de les pintures murals d'algunes esglésies romàniques del Pirineu, alhora que tingué un paper clau en la disposició i presentació d'aquestes, juntament amb altres objectes, al Museu d'Art de Catalunya, d'on fou nomenat el primer conservador del museu.
La figura d'Emili Gandia, en moltes ocasions ha quedat eclipsada per l'enorme grandesa dels savis amb els quals col·laborà, i especialment per Josep Puig i Cadafalch, Pere Bosch-Gimpera i Joaquim Folch i Torres, perquè fou un autodidacte sense titulació universitària, unes circumstàncies que probablement han induït a minimitzar el paper que va tenir en la represa cultural noucentista, si més no, en la base arqueològica en què s'inspira, i en la seva expressió museogràfica.

## Biografia[calcitació]
Emili Gandia i Ortega va néixer a Xàtiva en el si d'una família menestral que va arribar a Barcelona per fer-hi el servei militar. Fou destinat com a ordenança a la casa del marquès d'Alella. Aquest, quan es llicencià de l'exèrcit, el recomanà per a treballar a l'Ajuntament de Barcelona, on començà les seves tasques l'1 de març de 1893 a la Brigada Permanent de Conservació de Parcs i Jardins. El 31 de març del mateix any fou nomenat encarregat del Palau Reial de la Ciutadella, actual seu del Parlament de Catalunya. Aquesta circumstància havia de ser la que l'havia de conduir cap a la museologia i l'arqueologia: el 12 d'agost de 1899 fou ascendit i va prendre possessió del càrrec de conserge del Palau Reial, càrrec que l'1 de març de 1901 es transformà en el de conservador del Palau. Amb la creació del Museu d'Art i d'Arqueologia (actual MNAC), el 1r de maig de 1903 assumí també el càrrec de primer conservador del Palau Reial i del Museu de l'Art Decoratiu i d'Arqueologia. Com a conservador del museu fins al 1936, i després també conservador general dels museus de Barcelona, participà en la major part d'actuacions sobre el patrimoni del país durant el primer terç del segle xx.
El 1928, Emili Gandia col·laborà en la fundació i organització del Servei d'Investigacions Arqueològiques (SIP) de la Diputació de València, per la qual cosa fou nomenat conservador honorari del Museu de Prehistòria de València. Curiosament, fou la Diputació de València que sufragà la inscripció i les despeses per a l'assistència de Gandia al IV Congrés Internacional d'Arqueologia celebrat a Barcelona l'any 1929.
Jubilat a la primavera del 1936, el 22 de maig d'aquell any la Junta de Museus acordà nomenar-lo vocal honorari.
Tot i jubilat, no deixà de treballar. L'any 1936, des dels primers moments de la guerra, s'encarregà de protegir les ruïnes i el Museu d'Empúries, així com les col·leccions privades de la burgesia local, que va confiscar i traslladar al Museu, tot seguint les instruccions directes i manuscrites de Bosch i Gimpera.
Tot just acabada la guerra, Emili Gandia encara aprofità els darrers mesos de la seva vida per donar classe a Badalona, on deixà un record inesborrable en molts dels seus alumnes.

## L'arqueòleg autodidacte
Les actuacions arqueològiques en les quals Emili Gandia participà, amb una major o menor presència, coincidiren amb el context històric de la creació de la Mancomunitat de Catalunya i amb la difusió del noucentisme, un moviment que suposà una renaixença cultural que buscava el referent en el món de l'antiguitat clàssica i en els seus ideals, cosa que comportà un desplegament d'un intent de recerca de les arrels clàssiques de Catalunya. No era estrany, doncs, que la Junta de Museus de Barcelona promulgués actuacions de protecció de les restes existents de jaciments com Empúries i Roses, comprant els terrenys que probablement contenien restes arqueològiques suficientment rellevants per explicar l'origen de Catalunya i, alhora, evitar espolis i destruccions.

### Les excavacions d'Empúries[calcitació]
Fou decisiva la creació de la Junta de Museus el 1907, ja que permeté comprar els primers terrenys i programar les futures intervencions al jaciment d'Empúries, i suposà un canvi en la política de compra d'objectes que fins aleshores havien practicat i fomentat la major part de les institucions del país.
La data oficial de les excavacions s'inicià el 23 de març del 1908, data que coincideix amb els primers documents conservats en els quals es tracta sobre els procediments arqueològics que s'aplicaven a principis del segle xx. Aquests documents són els famosos Diaris de les excavacions, escrits per Emili Gandia, qui prenia anotacions sobre qualsevol tasca que es duia a terme en
les excavacions arqueològiques i qualsevol mena de detall que ell considerava d'interès.
Emili Gandia va assumir la responsabilitat directa dels treballs de camp, dirigits per Josep Puig i Cadafalch, arquitecte i historiador i primer director de les excavacions, i després dirigit per Pere Bosch i Gimpera, segon director.
Cal destacar, però, que tant Puig i Cadafalch i Bosch i Gimpera visitaven ben poques vegades les excavacions durant el període que duraven les campanyes, mentre que Emili Gandia n'era el director de fet, aquell que es trobava directament a les obres i dirigia el treball de camp de manera presencial. Tot i aquesta diferenciació, la història ha generat confusions i ha atribuït les grans descobertes als directors citats i no a Gandia. Aquest fou el cas de la descoberta de la famosa estàtua d'Esculapi d'Empúries, descoberta i muntada al Museu de la Ciutadella de Barcelona pel mateix Gandia, tot i que la majoria de publicacions de l'època atribueixen el descobriment a Puig i Cadafalch.

Fou d'aquesta manera com la figura d'Emili Gandia sempre va quedar eclipsada per les grans figures de Bosch i Gimpera i Puig i Cadafalch.
Emili Gandia formà part de l'equip de les excavacions arqueològiques d'Empúries pràcticament fins a la seva mort i destacà per la seva perícia en les anotacions i el seu caràcter autodidacta en el treball de camp. Tot i així, els mètodes arqueològics que s'hi dugueren a terme no foren gaire diferents si es comparen en altres excavacions que es realitzaren als inicis del segle xx; en aquest període, la tècnica d'excavació que es duia a terme se centrava en l'anomenada excavació “en horitzontal”, que consistia a destapar en planta les restes de les estructures i edificacions d'una àrea molt àmplia amb l'objectiu final de descobrir la totalitat dels diversos nuclis d'hàbitat. No és d'estranyar, doncs, que Gandia prengués nota del més mínim detall, ja que havia de tenir controlat un ampli territori.
Gandia dugué el control de fins a 22 campanyes d'excavació, el que va permetre que s'anés descobrint l'entramat urbà i les seves edificacions així com recuperar un conjunt important de materials que ampliaven el fons del Museu Arqueològic de Barcelona.

#### ElsDiaris d'excavacions
Tal com ja s'ha esmentat, en els Diaris, Gandia hi anotava tots els processos que s'anaven realitzant en les campanyes d'excavació, així com esbossos detallats sobre objectes que s'hi poguessin trobar. A banda de dades pròpiament de l'excavació, també hi apareixen anotacions que fan referència a visites, aspectes econòmics i administratius i, fins i tot, algunes reflexions personals.
Tenint en compte que Emili Gandia no tenia una formació acadèmica, la importància dels Diaris recau en la detallada explicació de la metodologia arqueològica que s'emprà durant les campanyes d'excavació. Per tant, en els diaris es descriuen les solucions que s'aplicaven, les quals eren el resultat de la praxi més que no d'un coneixement de les tècniques i procediments aplicats.
Totes les anotacions que es poden observar en els Diaris tenen un caràcter precís i concrets, ja que mostren una constància documental, és a dir, com dia a dia, aquest “arqueòleg” prenia notes de tot el que succeïa, així com de descripcions de la situació precisa del lloc on es realitzava l'excavació o la relació de les troballes més significatives, el què era un procediment de seguiment que, en les excavacions arqueològiques dutes a terme fins aleshores, encara no s'havia realitzat.
Amb la lectura dels Diaris es pot observar una clara evolució a l'hora de prendre anotacions: cada cop aquestes són més precises i amb una major aproximació al detall i a la precisió, alhora que cada cop es feren més habituals aproximacions de plànols dels diferents sectors de treball, amb la senyalització corresponent dels sectors i de les principals edificacions descobertes així com dibuixos dels materials i objectes més significatius que es trobaven, i algunes estratigrafies amb les quals es podia començar a intuir el desenvolupament de la ciutat grega i romana.
La pràctica arqueològica que el mateix Emili Gandia adquirí amb el treball de camp, el què li aportà una gran experiència i coneixements sobre la realitat emporitana, feu conscienciar-se i plantejar-se la necessitat de «començar a establir i ordenar en grans etapes o períodes cronològics les capes de terra de l'excavació».
Una altra de les grans tasques que li ha de reconèixer fou la realització d'un inventari de totes les peces que es traslladaven a Barcelona. Tot i que només es guardaven les troballes més “importants” i significatives, totes les peces s'etiquetaven amb la data de descoberta, el que avui en dia permet ubicar, amb precisió, la localització i la procedència del seu context estratigràfic.
Gràcies a aquests Diaris, doncs, s'ha pogut conèixer la tasca realitzada en l'etapa pionera de les excavacions emporitanes.
Sense pretendre-ho, els Diaris d'excavacions de Gandia es convertiren en una base i testimoni del registre arqueològic, ja que fou a partir d'aquests des d'on partiren estudiosos per dur a terme i continuar la seva tasca i a partir d'on es començaren a difondre els resultats de la recerca arqueològica a la comunitat científica.

### Roses[calcitació]
Emili Gandia també prengué nota de les activitats arqueològiques de la ciutat de Rhode (Roses) dels anys 1916 i 1917, en els seus Diaris, ja iniciats el 1908 al jaciment d'Empúries.
S'ha de tenir en compte, però, que les dades preses durant aquests anys en els Diaris no constitueixen una memòria d'excavació, ja que en ells només s'hi esmenten breument les intervencions de sondeig que realitzaren Emili Gandia i Bosch i Gimpera l'any 1916 i una visita que realitzà el mateix Gandia i Puig i Cadafalch l'any següent. Aquestes intervencions són
narrades de manera molt breu, ja que Gandia no participà directament en les excavacions. A més a més, gran part de les notes que tracten sobre la visita a Roses se centren en la descripció d'aspectes anecdòtics (el què no els fa menys interessants) i no pas a qüestions del treball de camp.
Malgrat que en el cas emporità, Emili Gandia omplí els seus Diaris amb croquis, dibuixos i fins i tot fotografies de les troballes, en el cas de Roses, la tasca d'interpretació de la informació que aporten les seves notes són més dificultoses a causa de l'escassetat de tot aquest material; tot i així, Gandia no deixà mai de ser un home escrupolós, detallista i minuciós en les seves anotacions.

## Les pintures murals romàniques[calcitació]
Durant el segle xix, coincidint amb l'esperit del romanticisme, i com a altres països europeus, a Catalunya es despertà l'interès pel propi país, conèixer el seu origen i reivindicar una identitat pròpia. És per això que, al llarg del segle, es desenvolupà a escala europea, un interès pels monuments i, més concretament, pels monuments medievals; un interès del qual Catalunya no en quedà exempta.
Les primeres mostres d'interès cap a aquest art medieval català s'observa en la creació de centres excursionistes que realitzaven visites guiades per indrets remots i pintorescos. Alguns dels espais més visitats foren els pobles pirinencs i, particularment, les seves esglésies romàniques que, de mica en mica, van començar a guanyar un interès particular per aquells estudiosos d'art medieval. A més a més, la història de l'art, desenvolupada com a ciència específica durant aquest període del segle xix, feu que l'art romànic comencés a ser revaloritzat i es realitzessin publicacions científiques adreçades a la divulgació del coneixement d'aquest període medieval.
Aquest desvetllament i renovat interès per l'art romànic, no tan sols es desenvolupà en l'àmbit científic sinó que, gràcies a les publicacions, els col·leccionistes i comerciants d'art també es començaren a interessar en tot allò vinculat amb aquest període, en el que hi veien la possibilitat de treure'n profit. Fou així com començà, paral·lelament a l'aprofundiment pel coneixement de les esglésies medievals, un increment de l'espoli d'objectes que contenien aquestes esglésies romàniques del Pirineu; de manera hàbil, els col·leccionistes començaren a comprar tots aquells objectes mobles de les petites esglésies. Val a dir que l'Església, en un primer moment, en aquest sentit, facilità aquesta “alienació” de béns, ja que considerava que part dels objectes litúrgics dels quals disposava ja havien perdut el seu ús i amb la seva venda aconseguiria un benefici que aleshores requeria.
Fou d'aquesta manera com, a més a més dels béns mobles, també s'inicià la venda de les pintures murals, ja que aquestes també havien perdut el seu sentit i el seu ús; aquestes es cobrien amb retaules o amb emblanquinats; a inicis del segle xx, això ja no suposava un problema, ja que les noves tècniques científiques del camp de la restauració permetrien el seu trasllat.
L'augment d'interès per les pintures murals romàniques feu que molts col·leccionistes i comerciants d'art, per exportar els conjunts, comptessin amb tècnics italians, grans coneixedors des de feia temps de la tècnica de la pintura al fresc i del seu arrencament.
Assabentada
de l'expropiació d'aquest patrimoni per part d'entitats privades, la Junta de Museus, va reaccionar, desencadenant una ofensiva per salvar el valuós patrimoni de la pintura mural a Catalunya, adquirint ella les pintures. Aquesta iniciativa, que es dugué a terme gràcies a Joaquim Folch i Torres, qui des del 1918 era el director de la Secció d'Art Medieval i Modern del Museu d'Art de Catalunya, es plantejà com una operació de salvament, per frenar aquelles operacions d'espoli.
Totes les operacions que es dugueren a terme des de la Junta de Museus, tant les de resposta com les d'adquisició de les pintures murals, sempre es presentaren de manera documental per constatar la legalitat de les seves actuacions.

### Primeres mostres d'interès als Pirineus

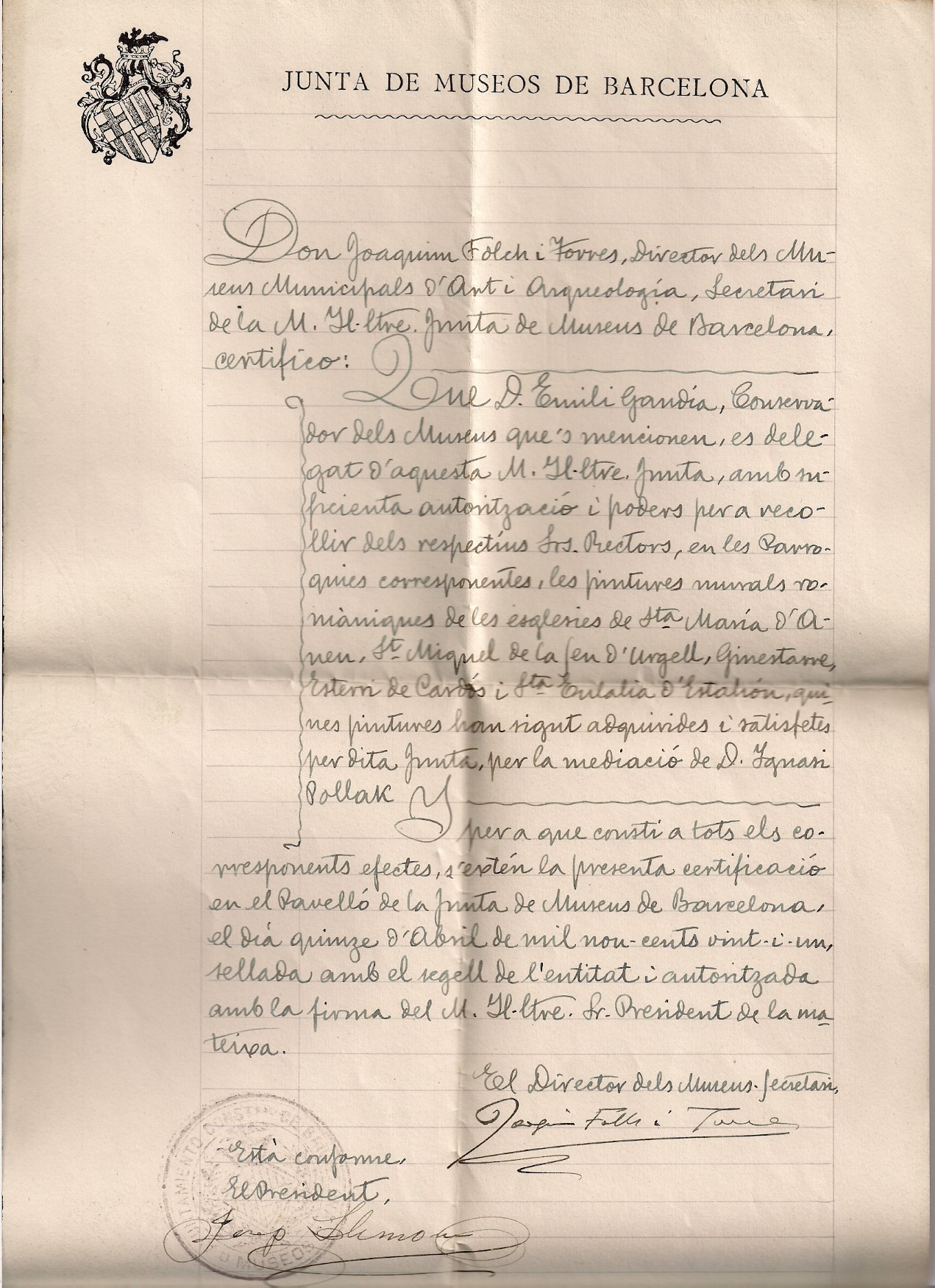
Carta redactada per Joaquim Folch i Torres, director de la Junta de Museus de Barcelona, en la qual s'autoritza Emili Gandia a l'arrencament de les pintures murals de les esglésies romàniques del Pirineu

Com ja s'ha esmentat anteriorment, el desvetllament per un intensiu interès pel patrimoni medieval, i més concretament, el de les esglésies romàniques dels Pirineus, desencadenà entre els anys 1917 i 1923, una mena de competició per part de la Junta, qui volia aconseguir una bona col·lecció d'art pel Museu, i grans col·leccionistes privats com Maties Muntades i, sobretot, Lluís Plandiura, amb qui Joaquim Folch i Torres mantingué un fort duel per l'obtenció de les pintures.
Tot començà quan el pintor Joan Vallhonrat, qui havia estat enviat a Santa Maria de Mur per Josep Puig i Cadafalch, avisà a la Junta de Museus que allí hi havia uns
restauradors italians, Franco Steffanoni i els seus ajudants, Arturo Dalmati i Arturo Cividini, que estaven arrencant les pintures. Aquests havien estat contractats per Ignasi Pollak, un jueu austriac amb doble nacionalitat, tot i que el destinatari real dels frescos era Lluis Plandiura, industrial, col·leccionista i comerciant d'antiguitats. La Junta, com que aleshores no tenia recursos suficients per impedir la venda a través de cap llei de les pintures murals romàniques ja arrencades de Santa Maria de Mur, impulsà una campanya per salvar les pintures murals de la resta de parròquies i esglésies del Pirineu.
Fou d'aquesta manera com a l'estiu de 1919, la Junta de Museus de Barcelona inicià una enorme campanya de salvament que consistí en la compra, arrencament i trasllat al Museu de Barcelona de les pintures murals romàniques de Sant Quirze de Pedret, Sant Climent i Santa Maria de Taüll, Sant Joan de Boí, Santa Maria d'Àneu, Sant Miquel d'Engolasters, Sant Miquel de la Seu d'Urgell, Santa Maria de Ginestarre, Sant Pau d'Esterri de Cardós i Santa Eulàlia d'Estaon. La campanya consistia a adquirir les pintures, fer-les arrencar pels mateixos restauradors italians que havien treballat per Pollak, ja que en dominaven la tècnica i dur-les al Museu de Barcelona.

### Les campanyes d'arrencament (1919-1923)[calcitació]
Com ja s'ha esmentat, qui ideà l'operació i hi estigué al capdavant malgrat les dificultats fou Joaquim Folch i Torres, conservador d'Art Medieval i Modern i
Director del Museu d'Arqueologia de Catalunya, qui actuava sempre amb el suport de la Junta de Museus i del mateix Puig i Cadafalch, el seu director.
A vegades Folch i Torres no podia ser presents en les tasques d'arrencament per controlar la feina dels italians, ja que el Museu li requeria molta feina; d'aquesta
manera fou com envià a Emili Gandia, aleshores conservador dels Museus de Barcelona i antic treballador del Museu de la Ciutadella.
Gràcies als croquis conservats de les plantes d'algunes esglésies romàniques, com les de la Vall d'Àneu i la Vall de Cardós, realitzats pel mateix Gandia, se sap que
anteriorment ja havia viatjat fins a esglésies pirinenques, enviat per recollir algunes pintures murals. Però no fou fins a l'estiu de 1921 quan controlà i supervisà in situ els arrencaments de les pintures Boí i Santa Maria de Taül i Sant Quirze de Pedret.
Durant el 22 de juny i el 10 de juliol de 1921, fou l'encarregat per la Junta, dels treballs d'alienació i d'arrencament d'aquestes pintures, un treball que dugué a terme juntament amb el tècnic italià Franco Steffanoni. D'aquesta manera, Emili Gandia esdevingué el protagonista de l'arrencament de les pintures, sempre al costat dels tècnics italians.
L'escrupolositat i el rigor tècnic que el caracteritzava, es constata en les nombroses cartes que enviava a Folch avisant-lo de qualsevol problema tècnic, de les descobertes i de les gestions que es duien a terme.
Gràcies als dibuixos que Gandia realitzà sobre les esglésies i les seves pintures durant els seus dies de treball, i la rigorositat a l'hora de prendre les dades, actualment permeten elaborar una idea prou exacta de la ubicació de les pintures en la seva etapa original anteriors a l'arrencament. Entre els nombrosos dibuixos, n'hi ha que mostren, de manera molt esquemàtica, les disposicions de les pintures i les dimensions de l'espai; en canvi, d'altres, més definits o “artístics” «són datats i signats, mostren, malgrat tot, l'extrema atenció pels detalls d'amidament de tots i cadascun dels elements», cosa que va permetre que la seva disposició posterior al Museu fos molt exacta.
A més a més de documentar de manera gràfica molt detallada les esglésies i les seves pintures, Emili Gandia va poder gaudir i ser testimoni i, per tant, d'aprendre,
en directe la tècnica que emprava Steffanoni sense haver-se d'amagar, tal com havien hagut de fer altres conservadors en altres campanyes.
Com ja s'ha esmentat anteriorment, Emili Gandia també participà de manera intensa en les campanyes d'excavacions arqueològiques a Empúries, però aquell any 1922,
la intensa activitat que tenia entre mans amb l'arrencament de les pintures murals, l'obligà a suspendre la campanya emporitana.
Després del trasllat d'aquestes pintures al Museu d'Art de Catalunya, s'adonaren que encara faltava part important de la pintura romànica del Pirineu: és per això que al novembre de 1922 es dugué a terme una segona expedició formada per «l'arquitecte i cap al Servei de Monuments de la Mancomunitat, Jeroni Martorell, el fotògraf Aldolf Mas (gràcies a qui es va poder donar a conèixer, per primer cop, les tasques d'arrencament de les pintures entre els anys 1919 i 1923), Emili Gandia i els mossos Marco i Maristany, a més dels tècnics italians que, en aquest cas, van ser Arturo Cividini i Arturo Dalmati perquè Steffanoni es quedà al Museu de Barcelona traspassant i instal·lant les pintures.»
Durant aquesta segona campanya, Emili Gandia i la resta de col·laboradors, es trobaren amb els entrebancs que posaven els rectors en controlar els treballs; tot i així, Gandia fou un home decidit i continuà fermament amb les tasques que se li havien encomanat sense dubtar. En aquesta campanya també informava dels treballs que s'estaven fent, de la mateixa manera que no abandonà de realitzar croquis i dibuixos.

### Trasllat i muntatge
Durant el període en què es dugueren a terme els arrencaments de les pintures murals, aquestes s'anaven traslladant al Museu de la Ciutadella, on Emili Gandia n'era el conservador. L'ingrés d'aquestes noves obres adquirides entre 1919 i 1923, suposà una obligada remodelació de les sales del Museu. Això donà lloc a una innovadora presentació museogràfica pel que feia a la pintura mural: aquesta consistia en la presentació dels fragments de pintura extrets que fins aleshores havien revestit els murs de les esglésies i parròquies i col·locar-les al nou destí, de la manera més exacta possible, sobre suports que reproduïssin ell lloc d'on havien estat arrencades.
Com que els edificis de l'Exposició Internacional de l'any 1929, s'havien quedat sense ús, les males condicions com a museu d'art de l'antic Arsenal i la nova funció que adquirí com a Parlament de Catalunya, obligà que, les col·leccions d'art dels museus de Barcelona es traslladessin al Palau Nacional de Montjuïc, constituint així, el Museu d'Art de Catalunya. Un trasllat i instal·lació que fou supervisada pel cap de restauració del Museu, Josep Folch i Torres, i, aleshores, Cap de Serveis de Conservació dels Museus de Barcelona, Emili Gandia, qui ja comptava amb una gran experiència i professionalitat.
L'avenç de la nova presentació museogràfica que presentava el Museu d'Art de Catalunya fou que les exposicions d'art presentaven informacions molt detallada de les
obres i, inspirant-se en el Museu de la Ciutadella, la presentació de les pintures murals romàniques tenien una voluntat de «crear contextos que permetessin una millor comprensió de les obres per part del visitant.»

## Conservador dels museus[calcitació]
S'ignora el paper exacte que va tenir en la museografia del Museu de Belles Arts de la Ciutadella, i després en la dels Museus d'Empúries i d'Arqueologia de Catalunya. D'altra banda, recopilà un extens fitxer de remeis per a restaurar qualsevol mena d'objecte, que a més de ser una fita de la restauració d'obres d'art catalana, han de ser molt útils per als restauradors actuals, quan s'enfronten a les mateixes peces que es van restaurar fa cent anys.
Al servei de Pere Bosch-Gimpera en les excavacions a Empúries, Gandia participà activament en l'adequació i la primera presentació del Museu d'Arqueologia de Catalunya, una institució anhelada durant vint anys, d'ençà que fou promesa per Puig i Cadafalch l'any 1915 fins que fou inaugurada el 1935. Va tenir un paper clau en la disposició i presentació dels objectes i obres d'art al Museu, sobretot en la disposició de les pintures murals que s'havien arrencat de les esglésies romàniques del Pirineu; en un primer moment, les pintures es van traslladar, juntament amb altres objectes litúrgics pertanyents a les esglésies, al Museu de la Ciutadella de Barcelona, les quals es muntaren amb la nova proposta museogràfica que plantejà el director de l'esmentat museu, Joaquim Folch i Torres, la qual consistia a reproduir un ambient, és a dir, que el visitant tingués la sensació de trobar-se en el lloc in situ d'on s'havien extret. A més a més, per primer cop, es van començar a utilitzar faristols prop de les obres on hi havia la informació corresponent a l'obra. També es conserven, per exemple, croquis de muntatge de les sales d'art modern, amb la seva lletra, que permeten conèixer quins criteris i quina metodologia aplicva a l'hora de muntar l'exposició permanent.

### De la Ciutadella al Museu Nacional
El 1929 fou un any important per la ciutat de Barcelona degut la celebració de l'Exposició Nacional, el què comportà una reordenació de les col·leccions dels museus de la ciutat. Val a dir que el motiu de l'Exposició Nacional no fou el desencadenant del trasllat d'obres d'art a altres edificis però sí un dels motius principal per traslladar els béns que es trobaven al Museu de la Ciutadella (al qual se li assignà la nova funció de la seu del Parlament de Catalunya), entre ells les pintures murals de les esglésies romàniques, al Palau Nacional de Montjuïc, el qual, prèviament, havia sigut remodelat per ser l'espai adequat on es disposessin les noves col·leccions d'art, ja ampliades amb prèvies adquisicions com peces de la col·lecció Plandiura i peces d'escultura provinents del Museu Provincial d'Antiguitats que es trobava a la Capella de Santa Àgata. Fou així com es donà lloc al Museu d'Art de Catalunya. Malgrat algunes reticències, el trasllat i la instal·lació de les pintures murals des del Museu de la Ciutadella al Palau Nacional, es van dur a terme comptant amb l'experiència i professionalitat d'Emili Gandia, aleshores ja Cap dels Serveis de Conservació dels Museus de Barcelona.
Finalment, les col·leccions al nou Museu d'Art de Catalunya foren obertes al públic l'11 de novembre de 1934, ordenades de manera cronològica i muntades sobre suports que, seguint el model que s'havia establert al Museu de la Ciutadella però corregint-n'hi algunes parts, reproduïen les arquitectures sobre les quals es trobaven originàriament. Per tant, hi havia una voluntat de crear contextos, facilitant, d'aquesta manera, la comprensió al visitant.